# Evi Goffin
Evi Goffin, nota anche con lo pseudonimo di Medusa (Anversa, 27 febbraio 1981), è una cantante belga.

## Biografia
È stata la leader del gruppo musicale belga Lasgo, formatosi nel 2000 insieme a Peter Luts e David Vervoort. Verso la fine degli anni novanta ha utilizzato lo pseudonimo Medusa e ha duettato con i gruppi Fiocco e 2Fabiola.
La formazione Lasgo è stata riconosciuta come una delle migliori voci melodiche del genere dance e trance dai giornalisti internazionali ed è apparsa in televisione cantando canzoni di successo come Something e Alone.
John Parker, produttore discografico della Robbins Entertainment, ha annunciato che nel marzo del 2007 Evi aveva temporaneamente sospeso l'attività musicale a causa della nascita del figlio. Il 23 maggio dell'anno seguente è stato confermato che Evi Goffin aveva lasciato i Lasgo. La cantante in seguito ha dichiarato che non voleva abbandonare l'attività artistica, ma ha avuto diversi problemi con il suo gruppo di lavoro. Evi ha affermato anche che lo staff aveva cercato di nascondere la verità dicendo che aveva lasciato il gruppo a causa del figlio. Evi Goffin è stata sostituita dalla cantante Jelle Van Dael.
Successivamente la Goffin ha inciso la canzone Hate to Love  con il produttore dance svedese Alex Sayz, brano che è stato pubblicato verso la fine del 2009. La cantante si è detta contenta di continuare la propria carriera musicale senza i Lasgo.
Dal 2009 al 2011 Evi è apparsa sul canale belga Gunk TV. Nel 2012 ha lavorato di nuovo come cantante nel gruppo Sad Suzy, che ha formato insieme a qualche amico proveniente dal Belgio.

## Trasmissioni televisive
- Danish Dance Awards 2002 (2002)

## Discografia parziale

### Solista

#### Singoli
- 1999 - New Years Day (come Medusa, con 2 Fabiola)
- 1999 - Miss You (come Medusa, con Fiocco)
- 2000 - Summer in Space (come Medusa, con 2 Fabiola)
- 2001 - Turn You On (come Evy)
- 2010 - Hate To Love (come Evi, con Alex Sayz)
- 2014 - Kus Me (come Evi Goffin)
- 2015 - Glad all Over (come Evi Goffin)

#### Collaborazioni
- 1998 - Fiocco Free
- 2004 - MC Mario Trance Divas
- 2011 - Alex Sayz Pulse: 128 - 130

### Con Lasgo

#### Album in studio
- 2002 - Some Things
- 2005 - Far Away

#### Singoli
- 2001 - Something
- 2001 - Alone
- 2002 - Pray
- 2004 - Surrender
- 2005 - All Night Long
- 2005 - Who's That Girl? (con Dave Beyer)
- 2005 - Lying